# 阿尔察赫国徽
阿尔察赫国徽是阿尔察赫共和国（通称：阿尔察赫、纳戈尔诺－卡拉巴赫、纳戈尔诺、纳卡）的国家政府标志徽章。启用于1992年8月2日。中心为带有黄金王冠的一只白头鹰，面向右侧。其胸部为一盾牌，盾牌上有亚美尼亚族的代表颜色（褐红、天蓝、橘黄三色）。上有斯捷潘纳克特著名的“我们是我们的山”雕塑与纳卡国内常见的景观，小高加索山脉。鹰的左右二爪分别抓着小麦和葡萄，纳卡的两个特产。鹰的上方有一金带，有黑色字体的东亚美尼亚文大写字母书写国家全名，外圈是「納戈爾諾─卡拉巴赫共和國（ԼԵՌՆԱՅԻՆ ՂԱՐԱԲԱՂԻ  ԱՐՑԱԽ  ՀԱՆՐԱՊԵՏՈՒԹՅՈՒՆ，转写：Lernayin Gharabaghi Artsakh Hanrapetoutioun）。」，內圈則是「阿爾察赫」。

## 参阅
- 阿尔察赫
- 阿尔察赫國旗